# Red Zebra
Red Zebra is een Vlaamse punkgroep uit Brugge, opgericht eind jaren 70.

## Geschiedenis
De band werd opgericht in 1978 onder de naam The Bungalows en de line-up bestond in deze periode uit de vier 16-jarigen Peter Slabbynck, Geert Maertens, Jan D'hondt en Luc De Prest, allen leden van de Scoutsgroep Don Bosco uit Sint-Kruis bij Brugge. In 1980 namen ze deel aan Humo's Rock Rally en behaalden aldaar een finaleplaats.
Niet veel later brachten ze hun debuutsingle I Can't Live in a Living Room uit, hun grootste hit en tot op heden een klassieker. Datzelfde jaar traden ze op het Seaside Festival in De Panne op en brachten ze hun minialbum Bastogne uit.
In 1983 volgde de eerste lp Maquis. De band stond onder andere in het voorprogramma van  The Undertones, The Sound, Simple Minds, Killing Joke en The Sisters of Mercy. In 1986 splitte de band en gingen ze elk hun eigen weg. Zo ging gitarist Bruno Melon naar The Wolf Banes, evenals bassist Pip Vreede. Zanger Peter Slabbynk startte onder meer met Kloot Per W de groep De Lama's. Enkele andere Zebra's (Provoost, Maertens en Isselee) vormden het groepje "His Royal Fume".
In 1990 besloten de drie originele leden om enkele reünieconcerten te spelen, wat leidde tot het uitbrengen van de "best-of" From Ape to Zebra. In 1994 brengt de groep een nieuw album uit met als titel A Red Zebra Is Not a Dead Zebra en in 1996 volgde een nieuwe single - Sanitized for your protection. Begin 1997 brachten ze het album Mimicry uit. In 1999 werd het nummer I Can't Live in a Living Room gekozen door Studio Brussel in een jaarlijkse wedstrijd van Jan Sprengers & C° om een nummer te coveren met versies als gevolg van o.a. Fence, Orange Black, DJ 4T4 (van 't Hof van Commerce) en Janez Detd.
In 2001 volgde het album Last Band Standing en een jaar later Don't Put Your Head in a Bucket. In 2008 bracht de band het album Live in Front of a Nation en nog datzelfde jaar brachten ze ook Eighties uit.
Begin december 2010 kwam het tot een splitsing binnen de groep. Uiteindelijk besloot mede-oprichter en zanger Peter Slabbynck verder te gaan onder de naam Ex-RZ. De vier andere leden gingen verder onder de naam Elements met bassist-zanger Sam Claeys. Het was vooral EX-RZ die de muziek van Red Zebra levendig hield met een set vol Zebra-nummers.
In 2017 hebben de 5 leden zich verzoend en kunnen ze weer door dezelfde living room-deur. Echter samen optreden zal niet meer gebeuren omdat gitarist Geert Maertens en drummer Johan Isselee zich enkele weken voor het eerste concert alsnog terugtrekken uit de groep. Ze worden vervangen door gitarist Frits Standaert en drummer Kurt De Waele.
Vanaf zomer 2017 treedt Red Zebra terug op zowel in België als in het buitenland, o.a. Griekenland, Italië, Duitsland, Frankrijk.

## Discografie

### Singles
- Innocent People (1980)
- TV Activity (1981)
- Lust (1982)
- Polar Club (1983)
- Sanitized for Your Protection (1997)
- John Wayne (1997)
- Don't Put Your Head In A Bucket (2002)
- Spit on the City (2004)
- No Kitchen In The House (2010)
- I Can't Live in a Living Room (2011)[5]
- My Boss the Robot (2020)

### Albums
- Bastogne (1981)
- Maquis (1983)
- Always (1984)
- Mimicry (1997)
- Don't Put Your Head in a Bucket (2002)
- Kookaburra (2004)

### Compilaties
- From Ape to Zebra (1992) (Halu/Parsifal)
- The Art of Conversation (2002)[6] (Halu/Parsifal)
- Eighties (2008)
- Songs And Stripes (2020) (Wool-E-Discs)

### Live
- A Red Zebra Is Not a Dead Zebra (1994)
- Last Band Standing (2001)
- Live in Front of a Nation (2008)